# Digitala rättigheter
Digitala rättigheter beskriver människors rättigheter när man använder en dator, eller andra elektroniska apparater och kommunikationsnätverk. Begreppet är främst relaterat till att skydda och bevara existerande rättigheter, som sekretesslagar eller yttrandefrihet (se informationsfrihet), med ny digital teknik, framför allt internet.